# Megachile delphinensis
Megachile delphinensis là một loài Hymenoptera trong họ Megachilidae. Loài này được Benoist mô tả khoa học năm 1962.